# Rohana
Rohana is een geslacht van vlinders uit de familie Nymphalidae.

## Soorten
- Rohana macar
- Rohana nakula
- Rohana parisatis
- Rohana parvata
- Rohana rhea
- Rohana ruficincta
- Rohana tonkiniana